# František Kautman
František Kautman (8. ledna 1927 České Budějovice – 18. června 2016 Praha) byl český literární historik, rusista a spisovatel.

## Život
Narodil se v rodině učitele, jeho matka byla spisovatelka Stanislava Kautmanová (1902-1982). Po studiu na reálném gymnáziu v Českých Budějovicích (maturita 1945) vystudoval v letech 1945 až 1949 Vysokou školu politickou a sociální v Praze. Od roku 1952 do roku 1956 studoval na Literárním institutu v Moskvě a tato studia ukončil vědeckou aspiranturou (CSc. v roce 1957).
Po návratu do Československa pracoval v nakladatelství Československý spisovatel, v časopise Kultura a v ČSAV. V roce 1971 byl propuštěn, nejprve se živil jako prodavač v n. p. Klenoty, od roku 1974 byl invalidní důchodce.
V období normalizace nesměl publikovat a pracovat ve svém oboru. Psal tedy v rámci samizdatu a v 70. letech přispíval i do exilových časopisů. Byl jedním ze signatářů Charty 77.
Po roce 1989 pracoval a přednášel také pro Masarykovo demokratické hnutí (na výstavách MDH Český malíř Herbert Masaryk a Tomáš Garrigue Masaryk (Člověk a umění)).

## Dílo (pouze první knižní vydání, autor F. K.)
- Boje o Dostojevského (Praha, Svět Sovětů, 1966)
- Opilý satelit (verše, V Olomouci, Jan Říha, 1966)
- St. K. Neumann, člověk a dílo (Československá akademie věd, Ústav pro českou literaturu, Praha, Academia, 1966)
- F.X. Šalda a F.M. Dostojevskij (Praha : Academia, 1968)
- Literatura a filosofie (Praha, Svoboda, 1968)
- Nádhera rovnováhy (Praha, Práce, 1969)
- Dostojevskij - věčný problém člověka (Samizdat, 1976)
- Mlčení (František Kautman, 1986)
- Masaryk, Šalda, Patočka (Obálka a graf. úprava Karel Haloun, Praha, Evropský kulturní klub, 1990)
- Svět Franze Kafky (graf. úprava Robert Novák, Torst, 1990)
- Franz Kafka (Praha, Rozmluvy, 1992)
- Mrtvé rameno (Sen o Markétce) (Praha, Primus, 1992)
- Naděje a úskalí českého nacionalismu, Viktor Dyk v českém politickém životě (Obálka a graf. úprava Jaroslav Novák, Praha, Česká expedice, 1992)
- Polarita našeho věku v díle Egona Hostovského (Praha, Evropský kulturní klub, 1993)
- Prolog k románu (Z mého života) (graf. úprava Dana Kratochvílová, Praha, Primus, 1993)
- Jak jsme s Jackem hledali svobodu (Praha, Primus, 1995)
- K typologii literární kritiky a literární vědy (Praha, Primus, 1996)
- Román pro tebe (Praha, Český spisovatel, 1997)
- O literatuře a jejích tvůrcích (studie, úvahy a stati z let 1977-1989, Praha, Torst, 1999)
- O smyslu oběti (Biblické reflexe, dvě úvahy, Praha, Cherm, 2003)
- Kafka a Julie (k prezentaci neznámého dopisu Franze Kafky jeho druhé snoubence Julii Wohryzkové, zaslaného potrubní poštou v Praze dne 18. června 1919, Praha, Památník národního písemnictví, 2008)
- Alternativy (Praha, Fra, 2014)
- O českou národní identitu (Praha, Pulchra, 2015)